# Осока ранняя
Осока ранняя (лат. Carex praecox) — многолетнее травянистое растение, вид рода Осока (Carex) семейства Осоковые (Cyperaceae).

## Ботаническое описание

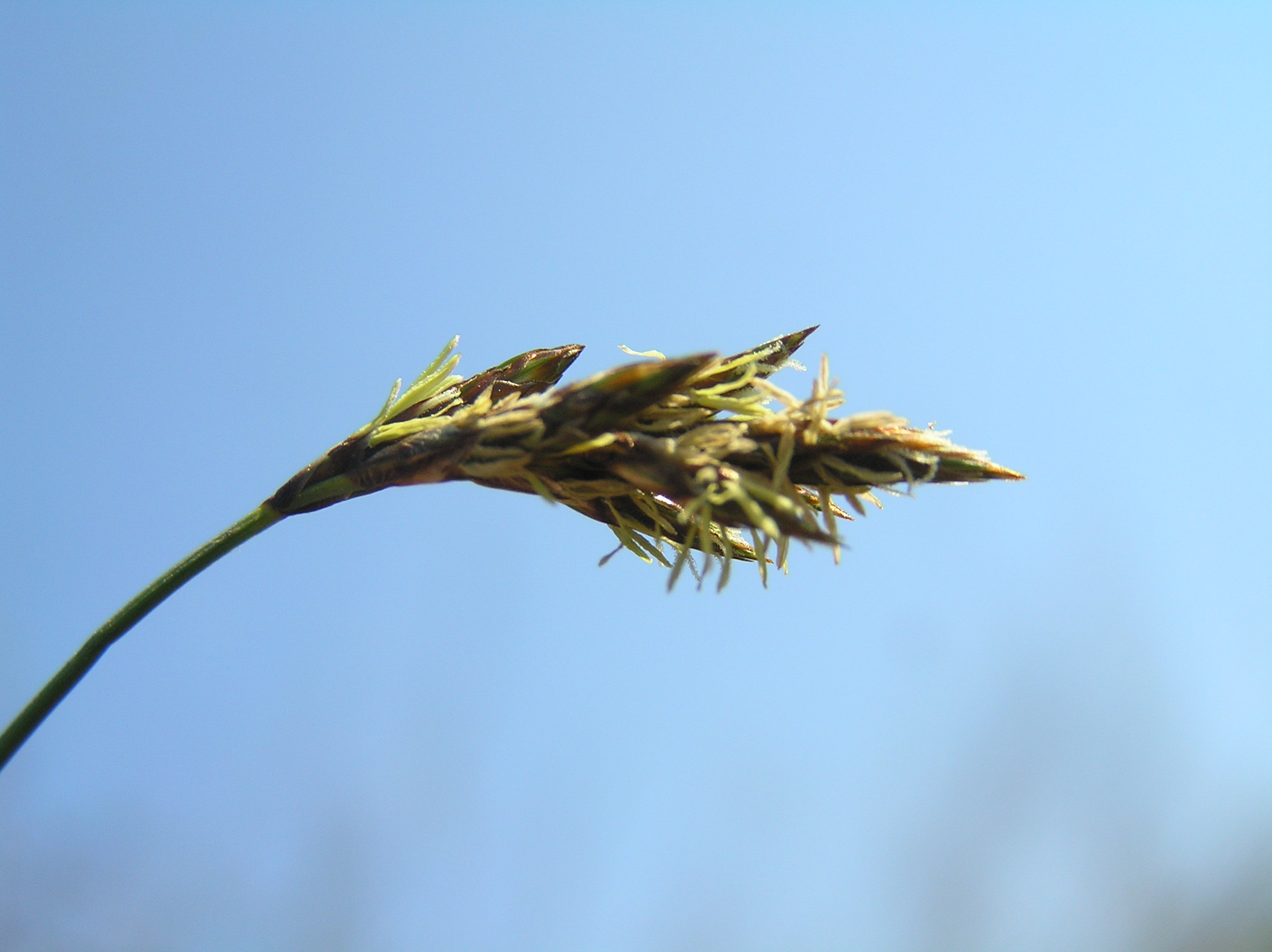
Соцветие

Серо-зелёное растение, с тонким, не толще 1—1,5(2) мм, длинноползучим корневищем, на изломе пахучим, с тонкой, при высыхании отстающей и сминающейся корой, одетым бурыми, волокнистыми остатками влагалищ.
Стебли прямые, кверху остро-трёхгранные и шероховатые, высотой 15—45 см.
Листья жестковатые, шероховатые, короче стебля.
Колоски продолговатые, коричневатые, длиной до 0,8 см, шириной 0,4—0,5 мм, в числе (3)4—6(7), собраны в продолговатый, поочередно лопастный колос длиной до 2,5 см, или все гинекандрические, или наряду с ними имеются тычиночные (верхние и средние) и пестичные (нижние). Чешуи продолговато-яйцевидные, острые, ржавые, равные мешочкам. Мешочки почти кожистые, яйцевидные, длиной (3)3,5—3,7(4) мм, плоско-выпуклые, зрелые прямые, от середины кверху по краю шероховато-крылатые (крыло очень узкое), спереди с 6—8 жилками, в основании округлые, быстро переходят в конический, плоский, двузубчатый носик. Кроющие листья чешуевидные.
Плодоносит в апреле — июне.
Число хромосом 2n=48—56 (Тодераш, 1977, 1980), 58 (Dietrich, 1964, 1972).
Вид описан из Германии (округ Лейпцига).

## Распространение и экология
Ареал вида охватывает Атлантическую, Центральную, Южную Европу (север); Европейскую часть России: все районы; Арктическая часть России: правый берег реки Воркуты в 47 км от устья, юг Карелии (заносное), запад и юг бассейнов рек Двины и Печоры; Прибалтика (редок на севере); Беларусь, Украина, Молдова, Кавказ: Предкавказье, Большой Кавказ (запад и центр), Грузия (Орловское озеро), Армения (бассейн Севана), Западное и Центральное Закавказье; Среднюю Азию: север Арало-Каспийского района, Казахский мелкосопочник и озеро Зайсан, Джунгаро-Тарбагатайский район; Западную: крайний юг бассейна Оби, верховья Тобола, бассейн Иртыша, Алтай; Восточную Сибирь: бассейн течения Нижней и Подкаменной Тунгуски, местность между реками Вилюй и Алдан, бассейн Ангары, Саяны, запад и восток Даурии; Западную Азию: Северо-Восточная Турция; Центральную Азию: север Монголии, Монгольская Даурия.
Произрастает суходольных и степных, реже пойменных лугах, песчаных склонах, в степях, в разреженных сосновых и берёзовых лесах; от равнин до субальпийского пояса.

## Значение и применение
Является хорошим кормовым растением на высоких пойменных лугах, луговой степи и в разреженных лесах. Нередко составляет заметную примесь и в сене. Охотно поедается овцой, хорошо лошадью и крупным рогатым скотом и удовлетворительно верблюдом. В сене поедается всеми видами скота отлично. Урожай зелёной травы 8—20 ц, сухой — 2—5 ц на га.

## Таксономия
Вид Осока ранняя входит в род Осока (Carex) трибы Cariceae подсемейства Сытевые (Cariceae) семейства Осоковые (Apiaceae) порядка Злакоцветные (Poales).
|  |                                      |  |                                                             |                                                             |                    |  | ещё 17 семейств (согласно Системе APG II) | ещё 17 семейств (согласно Системе APG II)         |                                                   |  |  |  | ещё 13 триб (согласно Системе APG II) | ещё 13 триб (согласно Системе APG II) |  |  |  |  | ещё более 2450 видов | ещё более 2450 видов |
|  |                                      |  |                                                             |                                                             |                    |  | ещё 17 семейств (согласно Системе APG II) | ещё 17 семейств (согласно Системе APG II)         |                                                   |  |  |  | ещё 13 триб (согласно Системе APG II) | ещё 13 триб (согласно Системе APG II) |  |  |  |  | ещё более 2450 видов | ещё более 2450 видов |
|  |                                      |  |                                                             | порядок Злакоцветные                                        |                    |  |                                           |                                                   | подсемейство Сытевые                              |  |  |  |                                       | род Осока                             |  |  |  |  |                      |                      |
|  |                                      |  |                                                             | порядок Злакоцветные                                        |                    |  |                                           |                                                   | подсемейство Сытевые                              |  |  |  |                                       | род Осока                             |  |  |  |  |                      |                      |
|  | отдел Цветковые, или Покрытосеменные |  |                                                             |                                                             | семейство Осоковые |  |                                           |                                                   | триба Cariceae                                    |  |  |  | вид Осока ранняя                      |                                       |  |  |  |  |                      |                      |
|  | отдел Цветковые, или Покрытосеменные |  |                                                             |                                                             |                    |  |                                           |                                                   |                                                   |  |  |  |                                       |                                       |  |  |  |  |                      |                      |
|  |                                      |  | ещё 44 порядка цветковых растений (согласно Системе APG II) | ещё 44 порядка цветковых растений (согласно Системе APG II) |                    |  |                                           | подсемейство Мапаниевые (согласно Системе APG II) | подсемейство Мапаниевые (согласно Системе APG II) |  |  |  | ещё около 100 родов                   | ещё около 100 родов                   |  |  |  |  |                      |                      |
|  |                                      |  |                                                             | ещё 44 порядка цветковых растений (согласно Системе APG II) |                    |  |                                           |                                                   | подсемейство Мапаниевые (согласно Системе APG II) |  |  |  |                                       | ещё около 100 родов                   |  |  |  |  |                      |                      |